# C.F. Martin & Company
C.F. Martin & Company est un fabricant américain de guitares, fondé en 1833 par Christian Frederick Martin.

## Historique
La société CF Martin est considérée comme la plus vieille marque américaine de guitare "flat top" (à table plane et cordes acier).
L'histoire de la compagnie se confond avec l'histoire du développement de la guitare acoustique à cordes acier. Dans les années 1850, Christian Frederick Martin invente le barrage en X qui reste associé à la marque devenue mythique et qui fut employé ensuite par les autres fabricants.
La société est gérée par la famille Martin depuis ses débuts. Le dirigeant actuel, C.F. 'Chris' Martin IV, est l'arrière-arrière-arrière-petit-fils du fondateur Christian Frederick Martin (1796-1873). Celui-ci, dont le père était lui-même luthier en Allemagne, a émigré en 1833 à New York, avant de s'établir à Nazareth (Pennsylvanie) en 1838.

## Galerie

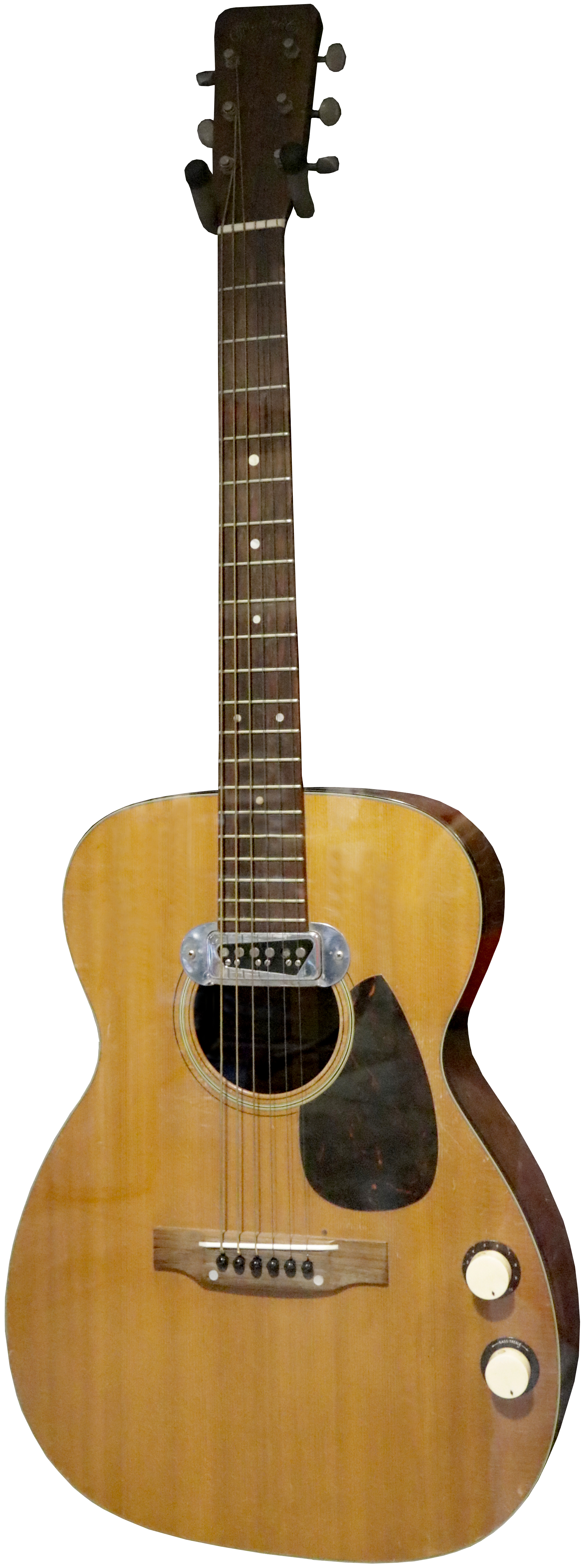
Guitare Martin 0018-E 1956 ayant appartenu à Muddy Waters
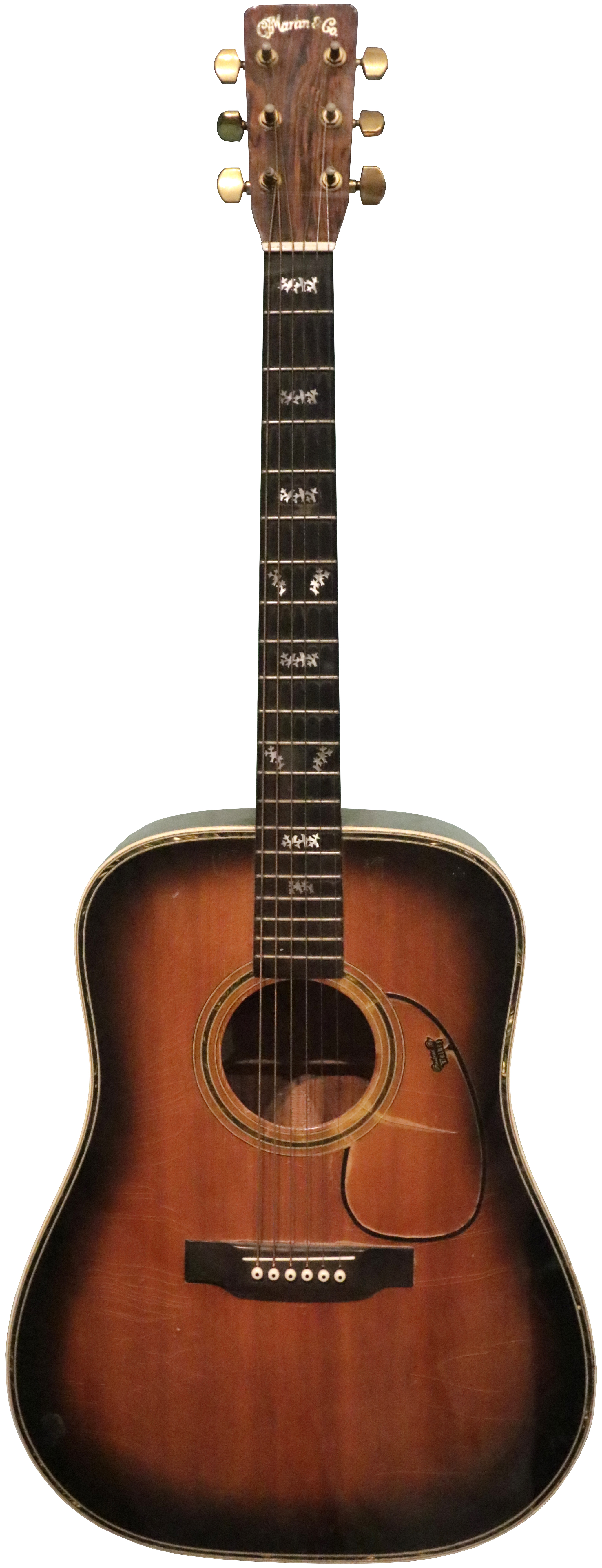
Guitare Martin D-28 circa 1967 ayant appartenu à Ricky Nelson
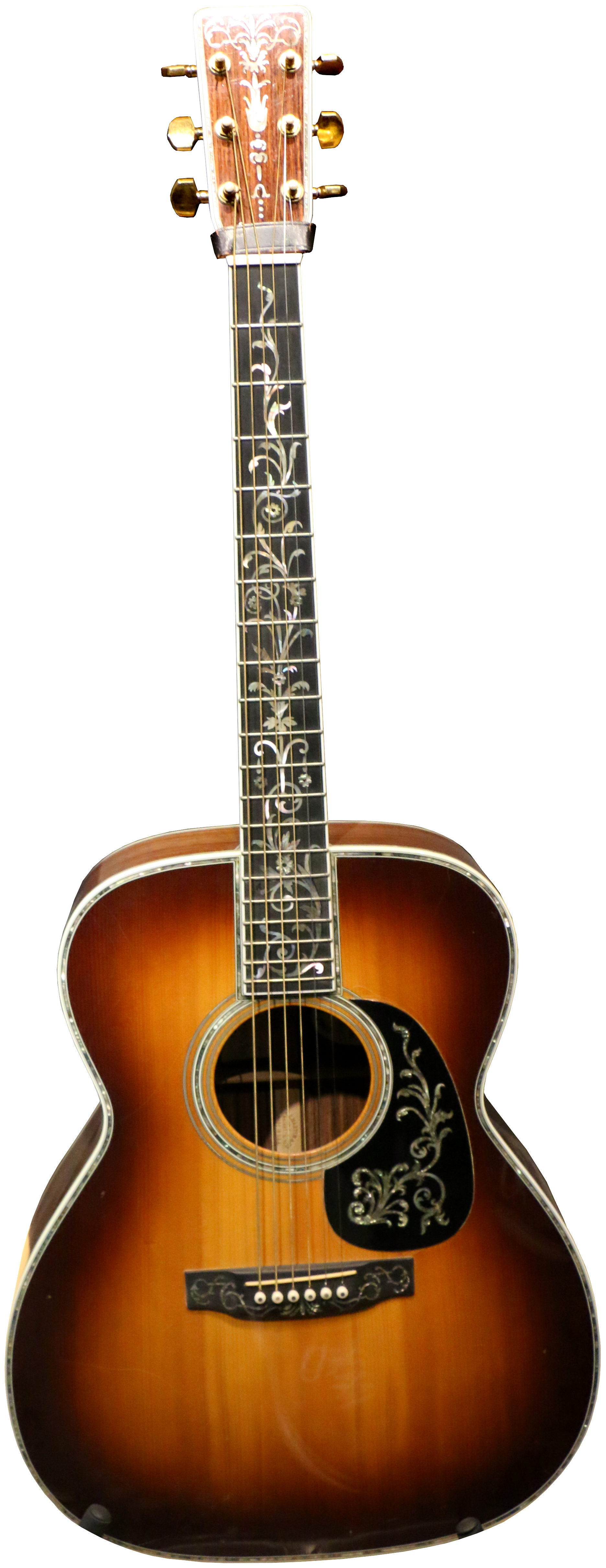
Guitare Martin ayant appartenu à Johnny Cash
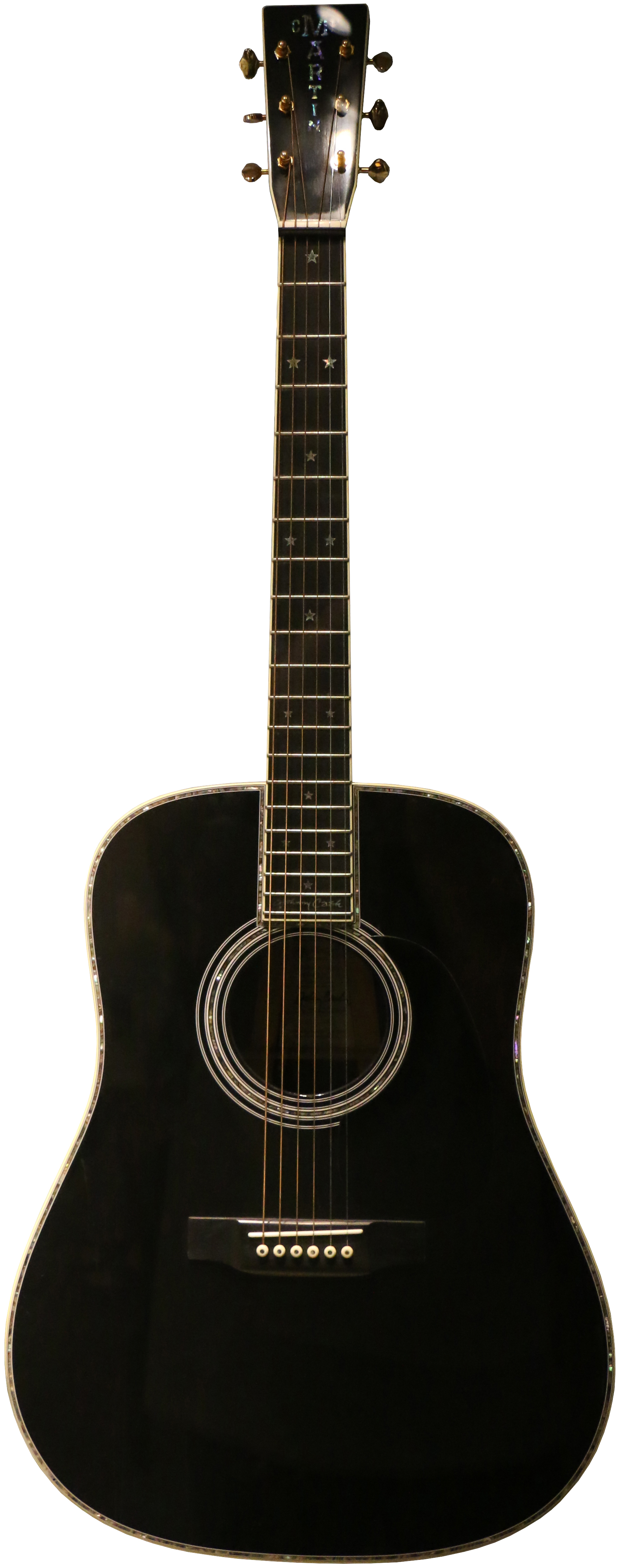
Guitare Martin D-42 modèle Johnny Cash 1997
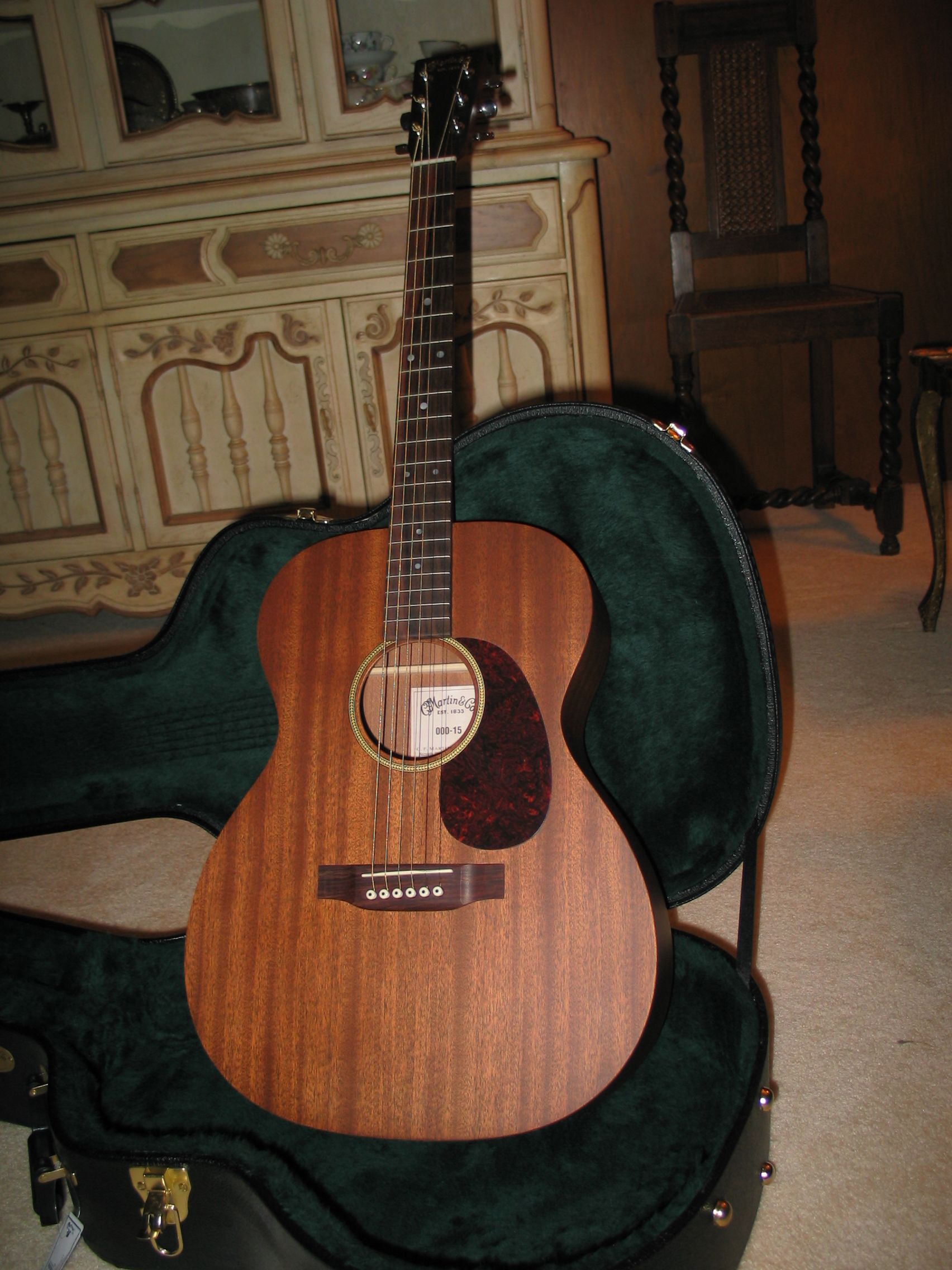
Modèle 000-15
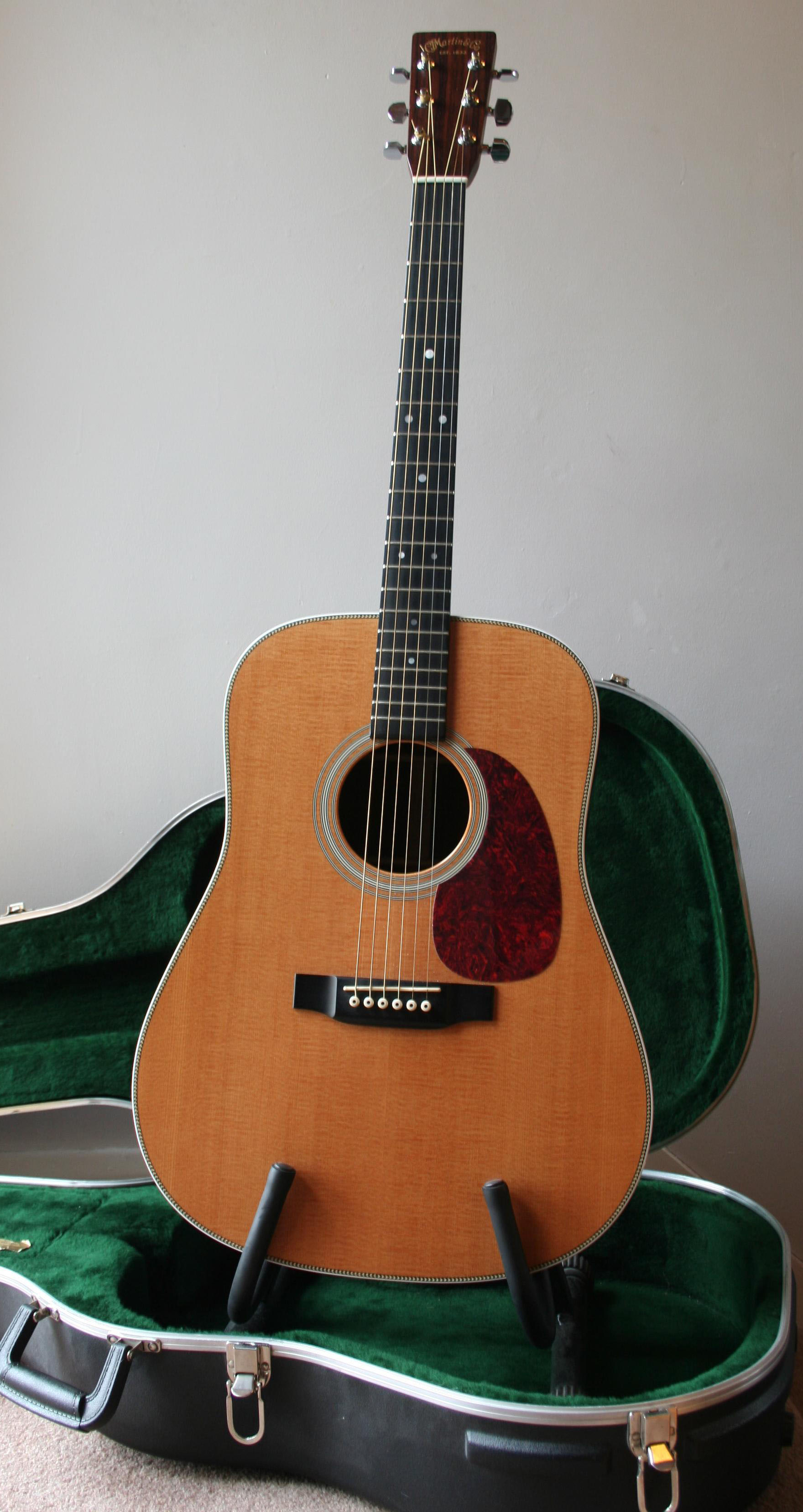
Guitare Martin HD28
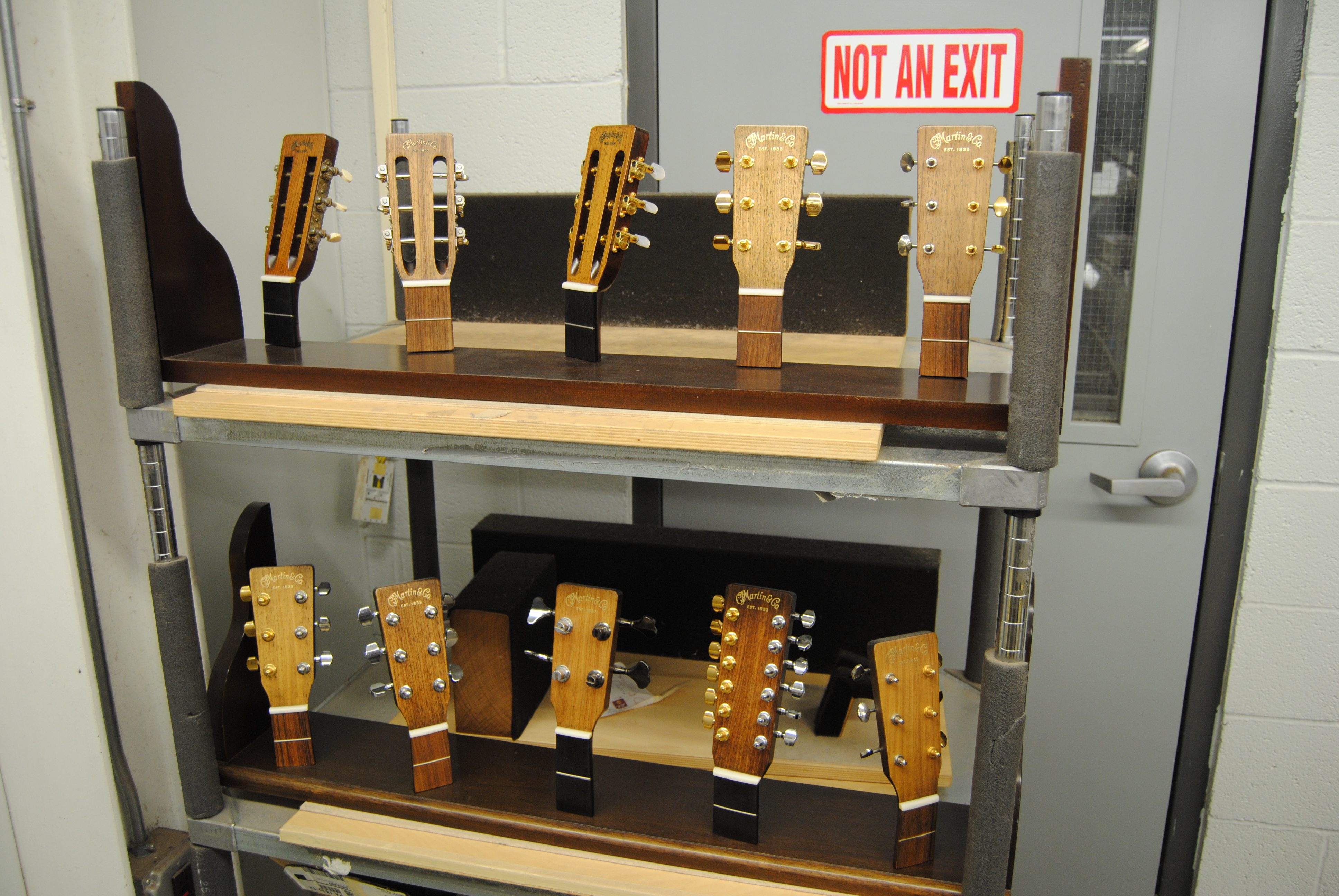
Différentes têtes de guitare Martin
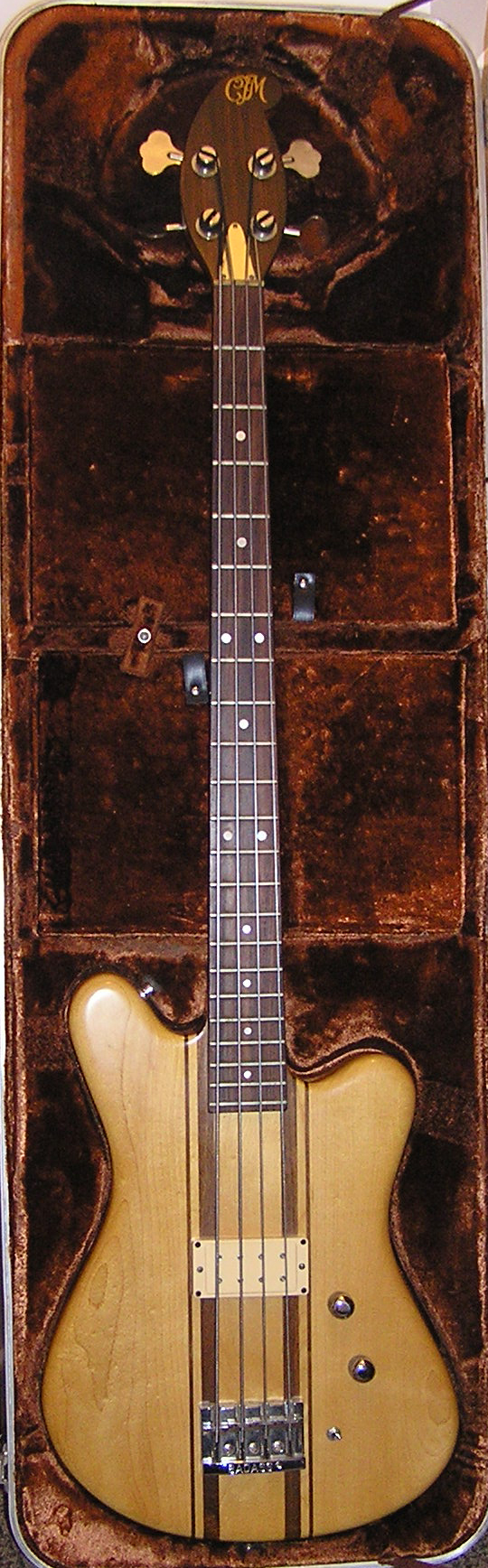
Basse EB18

## Modèles
En 2005, Martin proposait plus de 180 modèles différents de guitares. Parmi les plus notables figurent :
- 000-1
- 000-15, modèle de base du haut de gamme.
- 000-28EC[1] et 000-28ECB, deux des modèles Eric Clapton. C'est un des modèles les plus populaires. Ses dimensions s'approchent de celles d'une guitare espagnole.
- D-1 [2]
- D-18
- D-28 acoustique, utilisée entre autres par Eric Clapton, Jimmy Page, John Lennon,...
- D12-28, version 12 cordes[3]
- HD-28, proposée en 1976[4]
- D-35, proposée dans le milieu des années 1960.
- HD-35, proche de la HD-28
- D-42[5]
- D-45, version luxe de la D-28. Les versions d'avant la Seconde Guerre mondiale font partie des modèles les plus chers (seulement 91 unités produites)[6]
- J-40
- OM-28
- OM-42PS, modèle Paul Simon
- 16-Series, série introduite en 1961.
- 15 Series
- Road Series
- X-Series